# Левые
Ле́вые в поли́тике (наиболее крайние формы называют ультрале́выми или леворадика́лами) — традиционное название многих политических направлений и идеологий, целью которых, в частности, являются социальное равенство, социальная справедливость, создание равных возможностей и улучшение жизненных условий для наименее привилегированных слоёв общества либо полная отмена классового деления общества. Левые выступают за ограничение либо полную отмену частной собственности на средства производства. Они стремятся к социальному равенству и социальной справедливости — выравниванию возможностей для членов разных социальных групп. Противоположностью являются правые.
Идеологии, рассматривающиеся как левые, могут значительно различаться в зависимости от их положения на политическом спектре в тот или иной исторический период. В конце XVIII века, с возникновением первых либеральных демократий, термин «левые» использовался для описания либерализма в Соединенных Штатах Америки и республиканизма во Франции, которые в меньшей степени опирались на принцип иерархического принятия решений по сравнению с правыми политическими силами традиционалистских консерваторов и монархистов. В современной политике термин «левые» обычно применяется к идеологиям и движениям, находящимся левее классического либерализма и поддерживающим демократизацию экономической сферы. Сегодня такие идеологии, как социальный либерализм и социал-демократия считаются левоцентристскими, тогда как термин «левые» чаще используется для обозначения движений, настроенных в отношении капитализма более критично.
К левым течениям относят коммунизм (в том числе левый коммунизм, марксизм и марксизм-ленинизм), анархизм, социальный анархизм, анархо-коммунизм, социализм (в том числе социализм XXI века, демократический, либертарный, революционный, рыночный и либеральный), социал-демократию, социальный либерализм, синдикализм, революционный синдикализм, социал-синдикализм, рабочее движение и лейборизм, энвайронментализм, зелёную политику, прогрессивизм, реформизм, неосапатизм и другие течения, ставящие перед собой такие же цели. Кроме того, термин «левые» применяется к широкому спектру движений культурного либерализма, включая движения за гражданские права, феминистские движения, движения за права ЛГБТК+, движения за репродуктивные права, мультикультурализм, антивоенные движения, экологические движения, пацифистские движения, равно как и к большому числу политических партий.
Родерик Штакельберг писал: «Чем в большей степени человек считает абсолютное равенство между всеми людьми желательным условием, тем левее он будет в идеологическом спектре. Чем в большей степени человек считает неравенство неизбежным или даже желательным, тем правее он будет».

## История

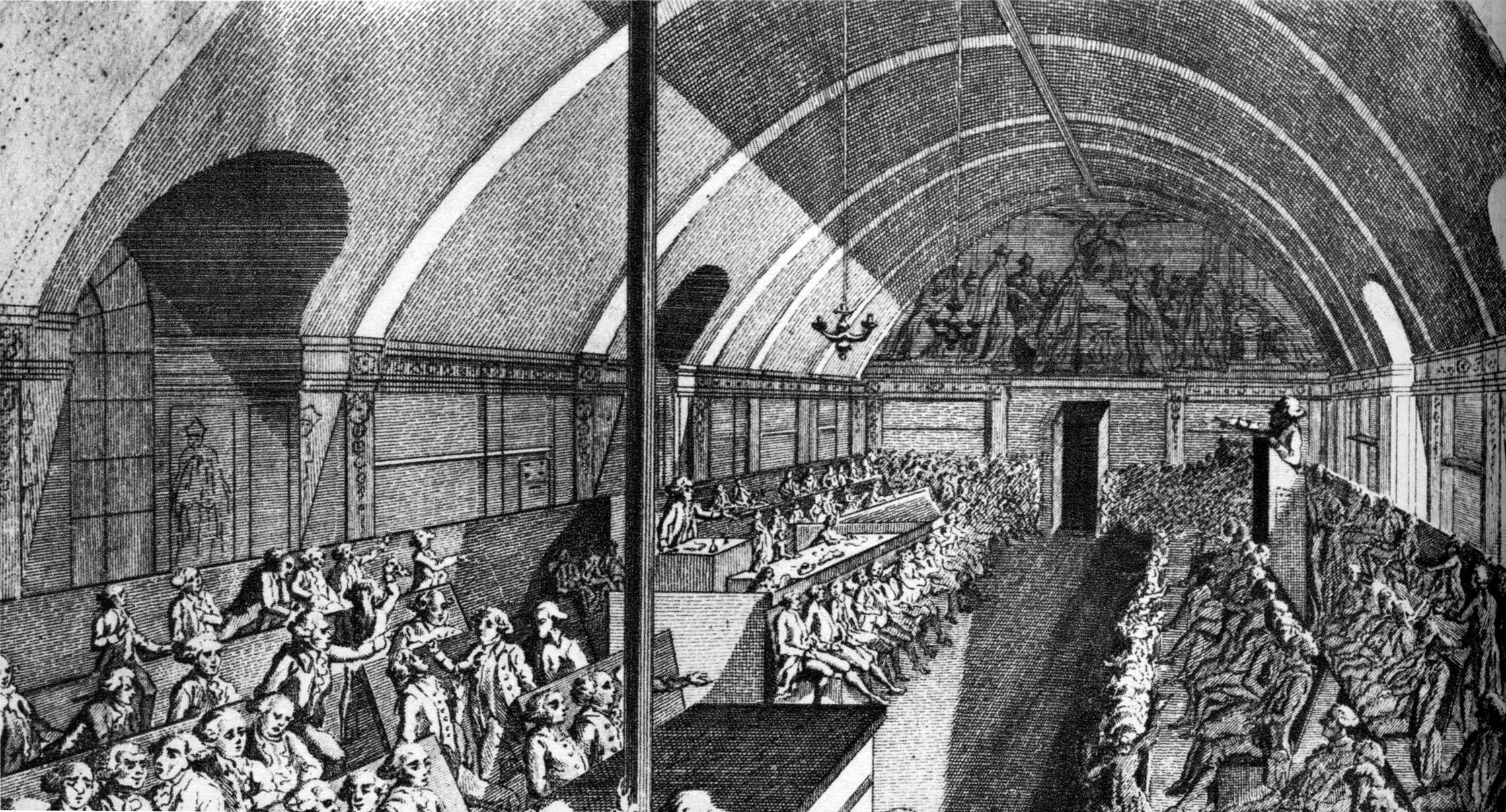
Заседание якобинского клуба (1791 год)

Термины «правые» и «левые» впервые появились во французском Национальном собрании в начале Великой Французской революции. В нём возникли три направления: справа сидели фельяны — сторонники конституционной монархии; в центре сидели жирондисты — умеренные сторонники республики; слева сидели якобинцы, выступавшие за радикальные преобразования. Таким образом, изначально правыми называли тех, кто желает сохранить существующее положение (консерваторы), а левыми — тех, кто выступает за перемены (радикалы).
В XIX веке в ряде европейских парламентов также правые сидели справа, а левые — слева.
До середины XIX века либералы, выступавшие за политическую свободу и права человека, отход от традиций рассматривались как левые — поскольку эти их идеи не были традиционны и приняты в обществе. Но затем, с развитием социалистических идей, левыми стали называть прежде всего их сторонников, стремившихся к социальному равенству и социальной справедливости. К левым относили социал-демократов и анархистов (анархо-коммунистов, анархо-синдикалистов).
Когда в первой половине XX века из наиболее радикального крыла социал-демократии выделились коммунистические партии, то их также относили к левым («крайне левым»). Однако левые традиционно выступали за расширение демократии и политической свободы, а коммунисты, пришедшие к власти сначала в России в 1917 году, а затем и в ряде других стран, были противниками буржуазной демократии и политических свобод капиталистического общества (при этом установление диктатуры рабочего класса, по их мнению, позволяет значительно расширить демократию, поскольку она становится демократией большинства народа).
Взгляды ряда теоретиков коммунизма, которые признавали прогрессивное значение Октябрьской революции в России, но подвергали критике её развитие, а некоторые даже отвергали социалистический характер большевизма, видя в нём государственный капитализм, стали называть левым коммунизмом (ультралевые). Левая оппозиция в РКП(б) и ВКП(б) в 1920-х годах выступала за внутрипартийную демократию, против «нэпмана, кулака и бюрократа».

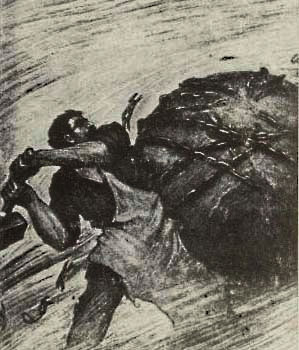
Рабочий, разбивающий цепи (символ Коминтерна)

Критика сталинизма на XX съезде КПСС, новый советский курс на экономическое развитие при политике «мирного сосуществования» с капиталистическими странами вызвали недовольство лидера Коммунистической партии Китая Мао Цзэдуна и лидера Албанской партии труда Энвера Ходжи. Политика руководителя КПСС Н. С. Хрущёва была названа ими ревизионистской. Многие коммунистические партии Европы и Латинской Америки вслед за советско-китайским конфликтом раскололись на группы, ориентированные на СССР, и «антиревизионистские» группы, ориентированные на Китай и Албанию. В 1960—1970-х годах маоизм пользовался значительной популярностью среди левой интеллигенции на Западе, но утратил популярность после смерти Мао и появления критических материалов о его политике.
В 1960-х годах в Западной Европе и США появились так называемые «новые левые», противопоставившие себя «старым левым». Они выражали протест против бездуховности «общества потребления», обезличенности массовой культуры, унификации человеческой личности и выступали за «прямую демократию», свободу самовыражения, нонконформизм. Социальной базой «старых левых» был промышленный пролетариат, а также крестьянство. Новые левые считали, в том числе в связи с этим, «старых левых» устаревшими и не имеющими перспектив, по крайней мере относительно стран Первого и Второго мира, в которых пролетариат и крестьянство всё больше утрачивали свои позиции, уступая новым типам работников постиндустриального общества.
По некоторым мнениям, двухполюсная политическая шкала («правые» и «левые») не позволяет достаточно корректно отразить взгляды как на роль государства в контроле жизни общества, так и на роль государства в обеспечении социального равенства и социальной справедливости; сторонниками этого мнения используется четырёхполюсная шкала (диаграмма Нолана), предложенная американским либертарианцем Дэвидом Ноланом в 1970 году:
- консерваторы (сторонники прагматизма, этатизма, иерархии, организованности и превосходства государства над личностью);
- либералы (сторонники индивидуализма, равенства, терпимости и толерантности);
- либертарианцы (сторонники минимального вмешательства государства в экономику и жизнь общества, и государственного регулирования экономики);
- авторитаристы (сторонники жёсткого контроля государства за жизнью общества и сторонники участия государства в перераспределении доходов и богатства от богатых к бедным).

В эпоху перестройки в последние годы существования СССР понятия «правизны» и «левизны» нередко употреблялись в смысле, противоположном принятому на Западе. Так, либералов и антикоммунистов часто именовали «левыми», а традиционных ортодоксальных коммунистов — «правыми».

## Левые интернационалы и международные партии
- Социалистический интернационал, Прогрессивный альянс и Прогрессивный альянс социалистов и демократов (социал-демократы)
- Воссоединённый Четвёртый интернационал (троцкисты)
- Комитет за рабочий интернационал (троцкисты)
- Международная марксистская тенденция (троцкисты)
- Международная социалистическая тенденция (троцкисты)
- Международная лига трудящихся (троцкисты)
- Интернациональное коммунистическое течение (левые коммунисты)
- Интернационалистическая коммунистическая тенденция (левые коммунисты)
- Международная встреча коммунистических и рабочих партий (разные левые)
- Международная конференция марксистско-ленинских партий и организаций (маоисты)
- Международная ассоциация трудящихся (анархо-синдикалисты)
- Интернационал федераций анархистов (анархисты)
- Европейские антикапиталистические левые — неформальная сеть европейских ультралевых организаций
- Европейские левые — политическая партия, основанная в 2004 году
- Европейские объединённые левые/Лево-зелёные Севера
- Партия европейских социалистов
- Северный альянс зелёных и левых
- СКП-КПСС
- Всемирная федерация демократической молодёжи
- Форум социалистов стран СНГ